# Campionat del món de rem de 2015
El campionat del món de rem de 2015 va ser el campionat del món que es va celebrar entre el 30 d'agost i el 6 de setembre de 2015 al llac d'Aiguebelette, a Aiguebelette (França). Aquesta regata anual va ser organitzada per la Federació Internacional de Rem. En els anys no olímpics aquesta competició és la més important d'aquest esport, i com que el 2015 era l'any previ als Jocs de Rio, aquesta competició també era l'esdeveniment més important per classificar-se per les proves de rem a Rio de Janeiro, així com pels Jocs Paralímpics de 2016.

## Resultats

### Masculí
Categories no olímpiques
| Event | Or | Or      | Plata | Plata   | Bronze | Bronze  |
| M1x   | Txèquia · Ondřej Synek | 6:54.76 | Nova Zelanda · Mahé Drysdale | 6:55.10 | Lituània · Mindaugas Griškonis | 6:57.64 |
| M2x   | Croàcia · Martin Sinković · Valent Sinković | 6:03.33 | Lituània · Rolandas Maščinskas · Saulius Ritter | 6:05.31 | Nova Zelanda · Robbie Manson · Christopher Harris | 6:06.73 |
| M4x   | Alemanya · Philipp Wende · Karl Schulze · Lauritz Schoof · Hans Gruhne                                                                                  | 5:53.22 | Austràlia · David Crawshay · Karsten Forsterling · Cameron Girdlestone · David Watts                                                                                      | 5:54.75 | Estònia · Andrei Jämsä · Allar Raja · Tõnu Endrekson · Kaspar Taimsoo                                                                                                   | 5:56.34 |
| M2−   | Nova Zelanda · Eric Murray · Hamish Bond | 6:15.83 | Regne Unit · James Foad · Matt Langridge | 6:22.35 | Sèrbia · Miloš Vasić · Nenad Beđik | 6:25.36 |
| M4−   | Itàlia · Marco Di Costanzo · Matteo Castaldo · Matteo Lodo · Giuseppe Vicino                                                                            | 5:46.78 | Austràlia · Will Lockwood · Spencer Turrin · Josh Dunkley-Smith · Alexander Hill                                                                                          | 5:48.74 | Regne Unit · Scott Durant · Alan Sinclair · Tom Ransley · Stewart Innes                                                                                                 | 5:49.00 |
| M2+   | Regne Unit · Nathaniel Reilly-O'Donnell · Matthew Tarrant · Henry Fieldman                                                                              | 6:51.31 | Alemanya · Jakob Schneider · Clemens Ernsting · Jonas Wiesen | 6:57.36 | Sèrbia · Viktor Pivač · Martin Mačković · Luka Mladenović | 6:59.53 |
| M8+   | Regne Unit · Matt Gotrel · Constantine Louloudis · Pete Reed · Paul Bennett · Mohamed Sbihi · Alex Gregory · George Nash · William Satch · Phelan Hill  | 5:36.18 | Alemanya · Maximilian Munski · Malte Jakschik · Maximilian Reinelt · Eric Johannesen · Anton Braun · Felix Drahotta · Richard Schmidt · Hannes Ocik · Martin Sauer        | 5:36.36 | Països Baixos · Dirk Uittenbogaard · Boaz Meylink · Kaj Hendriks · Boudewijn Röell · Olivier Siegelaar · Tone Wieten · Mechiel Versluis · Robert Lücken · Peter Wiersum | 5:38.09 |
| LM1x  | Nova Zelanda · Adam Ling | 6:53.80 | Eslovènia · Rajko Hrvat | 6:54.59 | Sèrbia · Miloš Stanojević | 6:55.88 |
| LM2x  | França · Stany Delayre · Jérémie Azou | 6:13.38 | Regne Unit · Will Fletcher · Richard Chambers | 6:15.15 | Noruega · Kristoffer Brun · Are Strandli | 6:15.52 |
| LM4x  | França · Maxime Demontfaucon · Damien Piqueras · Pierre Houin · Morgan Maunoir                                                                          | 5:48.50 | Alemanya · Roman Acht · Daniel Lawitzke · Philipp Grebner · Jonathan Rommelmann                                                                                           | 5:48.81 | Dinamarca · Emil Espensen · Andrej Bendtsen · Mathias Larsen · Oscar Petersen                                                                                           | 5:50.41 |
| LM2−  | Regne Unit · Joel Cassells · Sam Scrimgeour | 6:29.40 | França · Augustin Mouterde · Théophile Onfroy | 6:32.02 | Alemanya · Jonas Kilthau · Matthias Arnold | 6:34.53 |
| LM4−  | Suïssa · Lucas Tramèr · Simon Schürch · Simon Niepmann · Mario Gyr                                                                                      | 5:55.31 | Dinamarca · Kasper Winther Jørgensen · Jens Vilhelmsen · Jacob Barsøe · Jacob Larsen                                                                                      | 5:57.58 | França · Franck Solforosi · Thomas Baroukh · Thibault Colard · Guillaume Raineau                                                                                        | 5:58.22 |
| LM8+  | Alemanya · Tobias Schad · Simon Barr · Torben Neumann · Florian Roller · Tobias Franzmann · Stefan Wallat · Claas Mertens · Can Temel · Felix Heinemann | 5:38.92 | França · Gaël Chocheyras · Alexis Guerinot · Clement Duret · Thibault Lecomte · Clement Fonta · Vincent Cavard · Clement Roulet-Dubonnet · Fabrice Moreau · Thibaut Hacot | 5:40.14 | Estats Units · Tobin McGee · John Devlin · Christopher Lambert · Peter Schmidt · Phillip Henson · Alex Twist · David Smith · Matthew Lenhart · Jack Carlson             | 5:40.41 |

### Femení
Categories no olímpiques

### Categories adaptades
| Event    | Or                                                                              | Or      | Plata                                                                                                | Plata   | Bronze                                                                                    | Bronze  |
| ASM1x    | Austràlia · Erik Horrie                                                         | 4:45.55 | Regne Unit · Tom Aggar                                                                               | 4:51.09 | Ucraïna · Igor Bondar                                                                     | 4:51.70 |
| ASW1x    | Israel · Moran Samuel                                                           | 5:25.92 | Regne Unit · Rachel Morris                                                                           | 5:27.02 | Noruega · Birgit Skarstein                                                                | 5:31.94 |
| TAMIX2X  | Austràlia · Gavin Bellis · Kathryn Ross                                         | 4:03.51 | Regne Unit · Laurence Whiteley · Lauren Rowles                                                       | 4:04.03 | França · Perle Bouge · Stephane Tardieu                                                   | 4:06.08 |
| LTAMIX4+ | Regne Unit · Grace Clough · Daniel Brown · Pam Relph · James Fox · Oliver James | 3:19.56 | Estats Units · Jaclyn Smith · Danielle Hansen · Zachary Burns · Richard Vandegrift · Jennifer Sichel | 3:19.82 | Canadà · Victoria Nolan · Veronique Boucher · Curtis Halladay · Andrew Todd · Kristen Kit | 3:27.38 |

## Medaller
Resultats globals.
| Pos.  | País            | Or | Plata | Bronze | Total |
| 1     | Regne Unit      | 5  | 9     | 1      | 15    |
| 2     | Nova Zelanda    | 5  | 3     | 1      | 9     |
| 3     | Alemanya        | 3  | 4     | 2      | 9     |
| 4     | Austràlia       | 3  | 2     | 0      | 5     |
| 5     | Estats Units    | 3  | 1     | 3      | 7     |
| 6     | França          | 2  | 2     | 2      | 6     |
| 7     | Txèquia         | 1  | 1     | 0      | 2     |
| 8     | Croàcia         | 1  | 0     | 0      | 1     |
| 8     | Israel          | 1  | 0     | 0      | 1     |
| 8     | Itàlia          | 1  | 0     | 0      | 1     |
| 8     | Suïssa          | 1  | 0     | 0      | 1     |
| 12    | Dinamarca       | 0  | 1     | 1      | 2     |
| 12    | Lituània        | 0  | 1     | 1      | 2     |
| 14    | Grècia          | 0  | 1     | 0      | 1     |
| 14    | Eslovènia       | 0  | 1     | 0      | 1     |
| 16    | Països Baixos   | 0  | 0     | 3      | 3     |
| 16    | Sèrbia          | 0  | 0     | 3      | 3     |
| 18    | Canadà          | 0  | 0     | 2      | 2     |
| 18    | R.P. de la Xina | 0  | 0     | 2      | 2     |
| 18    | Noruega         | 0  | 0     | 2      | 2     |
| 21    | Estònia         | 0  | 0     | 1      | 1     |
| 21    | Sud-àfrica      | 0  | 0     | 1      | 1     |
| 21    | Ucraïna         | 0  | 0     | 1      | 1     |
| Total | Total           | 26 | 26    | 26     | 78    |